# Mairie d’Ivry (Métro Paris)
Mairie d’Ivry [mɛʁi divʁi] ist eine unterirdische Station der Linie 7 der Pariser Métro. Sie befindet sich im Pariser Vorort Ivry-sur-Seine unter der Avenue Maurice Thorez und ist Endpunkt des südwestlichen Asts der Linie 7.
Die Station wurde am 1. Mai 1946 in Betrieb genommen, als der Abschnitt der Linie 7 von der Station Porte d’Ivry bis zur Station Mairie d’Ivry eröffnet wurde.